# Skøyen Station
Skøyen Station (Skøyen stasjon) er en jernbanestation på Drammenbanen, der ligger i kvarteret Skøyen i det vestlige Oslo. Stationen består af fire spor med to perroner og en stationsbygning med ventesal og kiosk. Desuden er der nogle opstillingsspor vest for stationen, da en del lokaltog østfra ender her. Stationen betjenes i øvrigt af alle otte lokaltogsruter, nogle regionaltog og Flytoget til Oslo Lufthavn, Gardermoen. Derudover er der forbindelse til sporvognslinje 13 og seks busruter fra stationen.
Skøyen Station er den næstmest trafikerede station i Norge. I 2018 blev den passeret af 800 tog i døgnet, hvoraf de fleste stoppede der.

## Historie
Stationen åbnede sammen med banen fra Oslo V til Drammen 7. oktober 1872. Oprindeligt hed den Tyskestranden, mens den skiftede navn til Bygdø i december 1876, til Skøien 1. maj 1903 og til Skøyen i april 1921. Den blev nedgraderet til holdeplads 13. december 1965, da kommandoposten blev nedlagt. I stedet kom Skøyen til at ligge indenfor stationsgrænsen af Skarpsno. Skøyen blev atter opgraderet til station 19. marts 1980 men blev samtidig fjernstyret fra Oslo S. 1. juni 1980 åbnedes en ny strækning fra Skøyen via Oslotunnelen til Oslo S, og togene på Drammenbanen blev efterhånden omlagt hertil. Der var dog stadig trafik på den gamle strækning til Oslo V, indtil stykket mellem Filipstad og Oslo V blev nedlagt 28. maj 1989. Resten af banen, der er nu kendt som Skøyen–Filipstadlinjen, eksisterer stadig men bruges primært til materieltog.
Stationen fik tidligt meget trafik, og den er derfor blevet udvidet flere gange. Sidste gang var i 1998, hvor den fik fire perronspor. Da Flytoget blev sat i trafik samme efterår var Skøyen et naturligt stop for det. I 2011 var det på tale, at Askerbanen, der supplerer Drammenbanen mellem Lysaker og Asker, kunne forlænges fra Lysaker til Skøyen på sigt. En senere undersøgelse, der blev fremlagt som en del af KVU Oslonavet i 2015, lagde dog i stedet op til anlæg af et ekstra dobbeltspor hele vejen fra Lysaker til Oslo S.
Den første stationsbygning i Skøyen blev opført til åbningen i 1872 efter tegninger af Georg Andreas Bull. Den blev flyttet til Billingstad i 1920 men blev senere revet ned. Den nuværende stationsbygning i Skøyen blev opført i 1916 efter tegninger af Eivind Gleditsch ved NSB Arkitektkontor. Den er opført i pudset tegl med sadeltag og et tårn i det ene hjørne. Eivind Gleditsch tegnede også et trappehus på den ene perron, der ligeledes blev opført i pudset tegl i 1916.